# Nansi Ivanišević
Pour les articles homonymes, voir Ivanišević.
Nansi Ivanišević est une enseignante et haut fonctionnaire croate. Elle a été ministre de l’Éducation nationale et des Sports dans le dernier gouvernement de la présidence de Franjo Tuđman.

## Biographie
Nansi Ivanišević (née Popovac), née le 11 juin 1957 à Split, a fait des études de français et d'italien à l'Université de Split (hr).
Après l'indépendance du pays, elle devient en 1992 directrice de l'Alliance française de Split, héritière de l'ancien Institut français de cette ville fermé en 1984. Elle crée, avec toute l'équipe de l'Alliance française, les journées de la culture française de Split.
En 1999, elle devient ministre de l’Éducation nationale et des Sports (HDZ) dans le gouvernement de Zlatko Mateša (1999-2000), avant de laisser la place à la suite de la victoire électorale de la gauche.
Elle occupe ensuite diverses fonctions, notamment celle de directrice régionale des services de l’Éducation nationale et de la Culture dans le Comitat de Split-Dalmatie ou de conseiller pour l’éducation et la culture auprès de la municipalité de Split.
Elle dirige par ailleurs l'association Pro Cultura (développement de l’Association des Amis de la Chanson de Split) responsable de l'organisation du Festival de la chanson francophone de Split créé en 1994 et l'Observatoire des Politiques Culturelles et Éducatives – centre interdisciplinaire de l'Université de Split (Observatory for cultural and educational policies – Interdisciplinary center of the University of Split, OCEP-ICST), qui travaille en coopération avec Jean-Pierre Saez, directeur de l'observatoire des politiques culturelles à Grenoble. 
Elle collabore avec divers universitaires français, notamment le juriste Marc Gjidara (Université Paris II Panthéon-Assas) et le sociologue Guy Saez (Institut d'études politiques de Grenoble).
Sa thèse de doctorat, soutenue en 2013 à l'université de Zadar (hr), s'intitule Communiquer entre les acteurs de la culture, de l'éducation et du tourisme : un exemple de culture touristique.
De 2017 à 2020, elle est la représentante personnelle de la présidente de la République de Croatie auprès de l'Organisation internationale de la Francophonie, succédant à Predrag Matvejević.

### Famille
Elle est mariée à Zlatko Ivanišević, médecin orthopédiste et a deux enfants, Latica, spécialiste en marketing et communication et Arsen, chirurgien orthopédiste.

### Distinctions
Nansi Ivanišević est titulaire de plusieurs décorations françaises : officier de l’ordre des Palmes académiques et chevalier de l'ordre national du Mérite.